# Aijolt Kloosterboer
Aijolt Kloosterboer (Heiligerlee, 22 mei 1915 – Loppersum, 11 juli 2015) was een Nederlands burgemeester en herenboer.

## Levensloop
Hij werd geboren als zoon van Hendrik Aijolt Kloosterboer (1890-1923) en Heilina Emma Boukema (1888-1922). Aijolt Kloosterboer was tot 1971 herenboer van de in de 16e eeuw gebouwde Oldambtster boerderij De Hoogte in Heiligerlee, al eeuwen in het bezit van de familie. In dat jaar werd hij burgemeester van de gemeente Warffum. Hij had toen al enige bestuurlijke ervaring als locoburgemeester van Scheemda, samen met waarnemend burgemeester Bouke Beumer. Na zijn pensionering in 1980 werkte hij als accountant. Ook was hij een bekend paardenfokker.
Hij overleed in 2015 op 100-jarige leeftijd in woonzorgcentrum Wiemersheerd te Loppersum.